# Myristinsäuremethylester
Myristinsäuremethylester ist eine chemische Verbindung aus der Gruppe der Fettsäureester.

## Vorkommen
Myristinsäuremethylester kommt natürlich in Veilchenwurzeln vor. Auch in Borkenkäfern (Xyloterus domesticus L.) wurde die Verbindung nachgewiesen.

## Gewinnung und Darstellung
Myristinsäuremethylester kann durch Veresterung von Methanol mit Myristinsäure in Gegenwart von Chlorwasserstoff gewonnen werden.

## Eigenschaften
Myristinsäuremethylester ist eine brennbare, schwer entzündbare, farblose Flüssigkeit mit charakteristischem Geruch, die praktisch unlöslich in Wasser ist. Die Verbindung hat einen schwachen zwiebel-, honig- und ornisähnlichen Geruch und ein entsprechendes Aroma, wenn sie in Spuren vorhanden ist.

## Verwendung
Myristinsäuremethylester wird als Aroma- und Duftstoff verwendet. Es dient auch als Lösungsmittel für Pflanzenschutzmittel.